# Jelagin-Insel
Jelagin-Insel (russisch Елагин остров, Jelagin ostrow) ist eine Insel in der Mündung der Newa im Stadtgebiet von St. Petersburg, Russland. Dort liegt der Jelagin-Palast, der von einem Landschaftsgarten umgeben ist.

## Geographie
Die Insel ist flach und liegt im Delta der Newa zwischen zweien ihrer Arme und war ursprünglich sehr sumpfig. Sie hat eine Fläche von 94 Hektar. In West-Ost-Ausdehnung ist sie etwa 2100 Meter lang. In Nord-Süd-Richtung erstreckt sie sich über eine maximale Breite von 800 Metern.

## Geschichte

### Anfänge
Ursprünglich hieß die Insel Melgunow nach ihrem vormaligen Besitzer Alexei Petrowitsch Melgunow. Heute ist sie nach Graf Iwan Perfiljewitsch Jelagin (1725–1793), Haushofmeister der Zarin Katharina II., benannt, der die Freimaurerei nach Russland brachte. 1786 ließ er im östlichen Teil der Insel ein Gutshaus und einen ersten Park in barockem Stil errichten. Familien der St. Petersburger Oberschicht hatten auf der Insel Sommerhäuser.

### Das Schloss
1817 kaufte der Zar die Insel für 350.000 Rubel. 1818 bis 1822 wurde das Schloss durch den Architekten Carlo Rossi für Maria Fjodorowna (Sophie Dorothee von Württemberg; 1759–1828), die Witwe von Zar Paul I., im klassizistischen Stil umgebaut. Die Innendekoration stammte im Wesentlichen von Giovanni Battista Scotti, Wassili Demut-Malinowski und Stepan Pimenow. Die Hauptfassade zeigt nach Osten, weil sich dort die einzige Brücke befand, die auf die Insel führte. Die Westfassade dagegen öffnet sich auf den Park und ein Parterre. Die Wirtschaftsgebäude (Küchengebäude, Marstall, Gewächshaus) des Schlosses standen an der Nordseite des Parterres und waren in ihren dorthin weisenden Fronten künstlerisch gestaltet.

### Die Parkanlage
Den Park gestaltete Rossi in einen Englischen Landschaftsgarten um und beseitigte dabei alle axialen Elemente, etwa die Alleen, bis auf eine. Dies war eine Sichtachse, die sich vom Schloss bis auf die Westspitze der Insel und den dort angrenzenden Finnischer Meerbusen öffnete. Je eine Kette von Kanälen und Teichen wurde entlang der Süd- und der Nordseite der Insel angelegt. Diese sind nicht nur Zierelemente für den Park, sondern dienen auch der Entwässerung des ursprünglich sumpfigen Geländes. Die dabei vorgenommenen Erdbewegungen waren ganz erheblich. Brücken wurden gebaut, Grotten angelegt und Pavillons errichtet. Dies dauerte allerdings sehr viel länger als der Schlossumbau und wurde in mehreren Schritten von Osten zum Westen der Insel hin umgesetzt. Die letzte große Ausbau-Maßnahme erfolgte sogar erst 1924, als nach einer Überschwemmung die Westspitze der Insel mit einer Steinterrasse gestaltet und mit einer Löwenfigur aus dem 19. Jahrhundert dekoriert wurde.

### Nutzung nach 1917

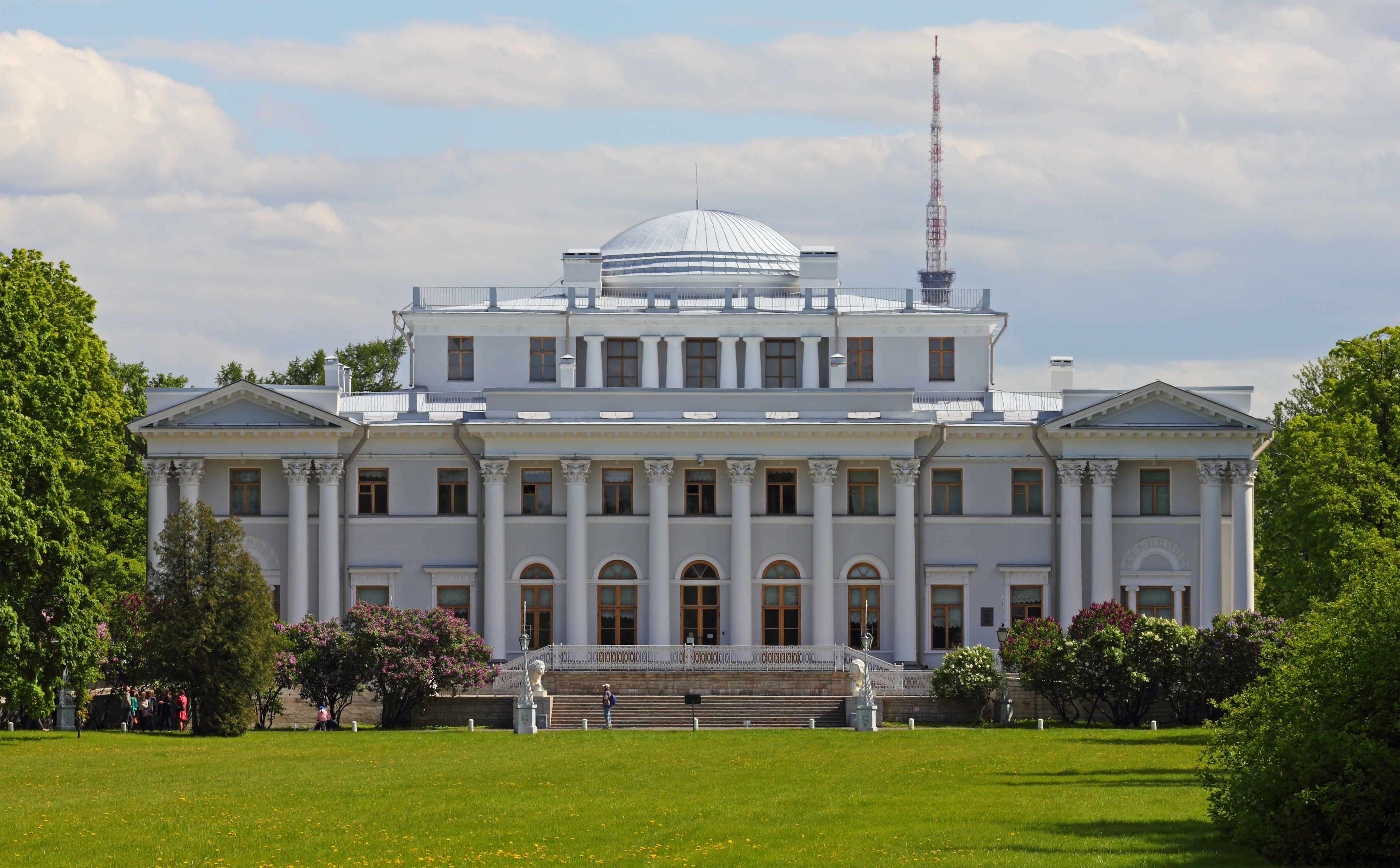
Jelagin-Palast

Als Privatgelände des Zaren war die Insel zunächst für die Öffentlichkeit nicht zugänglich. Am Ende des 19. Jahrhunderts wurde sie für die Allgemeinheit zugänglich: Der Zarenhof nutzte den Jelagin-Palast damals schon seit Jahrzehnten nicht mehr. Im Zuge der Industrialisierung Leningrads in den 1930er Jahren wurde auch der Jelagin-Park zunehmend für die Freizeitbedürfnisse der Arbeiter genutzt. Es entstanden Sommertheater, ein Kino, Kaffeehäuser, Restaurants und Ausstellungspavillons. Dabei gingen die Verantwortlichen relativ schonend mit dem überkommenen Bestand um: Die Neubauten waren überwiegend aus Holz und hatten so einen provisorischen Charakter. Außerdem wurde die zentrale Sichtachse westlich des Schlosses bis zum Finnischen Meerbusen nun in eine Allee umgebaut, die im Winter auch als Schlittschuhbahn diente. Mehrere Kilometer Spazierwege, ursprünglich teilweise als Reitwege angelegt, durchziehen die Insel. Durch das Wachstum Leningrads umfasste die Stadt nun Insel und Grünfläche. Sie lag nicht mehr am Stadtrand, sondern mitten in der Millionenstadt. Sie war nun ein „Kultur-Park“, ein Volkspark, und als Erholungsgebiet sehr beliebt. Der „Kultur-Park“ wurde nach Sergei Mironowitsch Kirow benannt. Aufgrund des enormen Besucherdrucks mussten weitere Spazierwege angelegt werden und die Rasenflächen wurden stark geschädigt. In den 1970er Jahren war die Anlage abgenutzt und sollte modernisiert werden. Damals wurde erstmals wissenschaftlich zur Geschichte des Parkes geforscht und festgestellt, dass er eine wertvolle historische Anlage war. Die Denkmalpflege konnte sich durchsetzen und es wurden keine weiteren Neubauten im Park vorgenommen. Entsprechende Nutzungen wurden auf angrenzenden Flächen untergebracht. Ab den 1990er Jahren wurden auch die nachträglichen Einbauten im Park teilweise entfernt.

## Heutige Nutzung

### Park
Aber auch heute ist der Park Teil der St. Petersburger Freizeitgestaltung: Boote können gemietet und die Teiche und Kanäle befahren werden. Auch Fahrräder und Rollschuhe können gemietet werden, es gibt Kinderspielplätze, Pony-Reiten wird angeboten und Gartenbahnen fahren.

### Schloss
Das Schloss diente nach der Oktoberrevolution als Museum für historische Wohnkultur. Es brannte im Zweiten Weltkrieg 1942 aus, wurde aber 1952 bis 1960 wieder aufgebaut. Nachdem es dann zunächst Wohnzwecken diente, wurde es erneut Museum und zeigt Wechselausstellungen, überwiegend Kunst des 18. und 19. Jahrhunderts.

## Bilder
|  |  |  |  |

|  |  |  |  |